# Tirannione il Giovane
Tirannione il Giovane in origine chiamato Diocle (in greco antico: Τυραννίων?, Tyranníōn; fl. I secolo a.C.) è stato un grammatico greco antico vissuto nel I secolo a.C. nato in Fenicia.
Omonimo e contemporaneo del grammatico Tirannione il Vecchio, suo maestro da cui prese il soprannome, fu fatto prigioniero durante la guerra fra Marco Antonio e Ottaviano e, portato a Roma, fu comprato da Dima, liberto di Ottaviano . Come liberto fu al servizio di Terenzia, moglie ripudiata di Cicerone che lo liberò.
Discepolo di Tirannione il Vecchio, divenne a sua volta maestro intorno al 45 a.C. di Strabone. Aprì una scuola di grammatica a Roma. Scrisse diverse opere che è difficile distinguere nell'attribuzione da quelle di Tirannione il Vecchio. Probabilmente fu autore di un'opera dove teorizzava la derivazione della lingua latina da quella greca  e di una dove riportava la versione esatta dei poemi omerici. 